# Coelocaryon oxycarpum
Coelocaryon oxycarpum là một loài thực vật có hoa trong họ Myristicaceae. Loài này được Stapf mô tả khoa học đầu tiên năm 1909.